# Società Sportiva Lanerossi Vicenza 1970-1971
Questa voce raccoglie le informazioni riguardanti la Società Sportiva Lanerossi Vicenza nelle competizioni ufficiali della stagione 1970-1971.

## Stagione
Nella stagione 1970-1971 il Lanerossi Vicenza disputa il campionato di Serie A, con 26 punti ottiene l'ottava posizione affiancata Torino, Varese e Verona, un punto sopra la zonaretrocessione. Lo scudetto è stato vinto con 46 punti dall'Inter davanti al Milan con 42 punti. Sono retrocesse in Serie B il Foggia con 25 punti, la Lazio con 22 punti ed il Catania con 21 punti.
Il Vicenza affidato ad Ettore Puricelli raggiunge l'obiettivo della salvezza nell'ultima di campionato con il pareggio a reti bianche contro la Sampdoria, che salva entrambe le contendenti, grazie al passo falso del Foggia in quel di Varese. Un campionato da provinciale tranquilla, quello disputato dai biancorossi vicentini, sempre una spanna sopra le sabbie mobili della classifica. Primi tre mesi di torneo al rallentatore, con la prima vittoria ottenuta dopo natale (3-1) al Varese, nell'ultima partita del 1970, poi una netta ripresa. Con 10 reti Mario Maraschi è stato il miglior realizzatore dei veneti, con 8 centri in campionato e 2 in Coppa Italia, trofeo nel quale il Vicenza è stato inserito nel secondo girone, vinto a sorpresa dal Cesena, davanti al Bologna, al Modena ed ai vicentini, Cesena che passa ai Quarti di finale del trofeo.

## Rosa
| N. |                   | Ruolo | Calciatore         |
| -- | ----------------- | ----- | ------------------ |
|    | Italia (bandiera) | P     | Adriano Bardin     |
|    | Italia (bandiera) | P     | Pietro Pianta      |
|    | Italia (bandiera) | D     | Andrea Cisco       |
|    | Italia (bandiera) | D     | Sergio Carantini   |
|    | Italia (bandiera) | D     | Mario Calosi       |
|    | Italia (bandiera) | D     | Nello Santin       |
|    | Italia (bandiera) | D     | Gianfranco Volpato |
|    | Italia (bandiera) | D     | Ernesto Castano    |
|    | Italia (bandiera) | D     | Marino Rossetti    |

| N. |                    | Ruolo | Calciatore        |
| -- | ------------------ | ----- | ----------------- |
|    | Italia (bandiera)  | C     | Nevio Scala       |
|    | Brasile (bandiera) | C     | Chinesinho        |
|    | Italia (bandiera)  | C     | Domenico Fontana  |
|    | Italia (bandiera)  | C     | Renato Faloppa    |
|    | Italia (bandiera)  | A     | Nicola Ciccolo    |
|    | Italia (bandiera)  | A     | Oscar Damiani     |
|    | Italia (bandiera)  | A     | Carlo Facchin     |
|    | Italia (bandiera)  | A     | Mario Maraschi    |
|    | Italia (bandiera)  | A     | Claudio Turchetto |

## Risultati

### Serie A

#### Girone di andata
| Arbitro: | Bernardis (Roma) |

|                               |           |  |
| G. Savoldi 68’, 73’ Rizzo 87’ | Marcatori |  |

| Vicenza 7 ottobre 1970 2ª giornata | Lanerossi Vicenza | 0 – 0 | Catania | Stadio Romeo Menti\| Arbitro: \| Porcelli (Lodi) \| |
| Arbitro:                           | Porcelli (Lodi)   |       |         |                                                     |

| Arbitro: | Gussoni (Tradate) |

|                                          |           |                     |
| Amarildo 40’, 67’ Zigoni 47’ Cordova 89’ | Marcatori | 54’ (rig.) Maraschi |

| Arbitro: | Pieroni (Roma) |

|               |           |             |
| Cinesinho 89’ | Marcatori | 80’ Fossati |

| Arbitro: | Acernese (Roma) |

|              |           |  |
| Mascetti 83’ | Marcatori |  |

| Arbitro: | Bernardis (Roma) |

|  |           |              |
|  | Marcatori | 45’ Pogliana |

| Arbitro: | Mascali (Desenzano del Garda) |

|                    |           |              |
| Prati 9’, 15’, 71’ | Marcatori | 45’ Biasiolo |

| Arbitro: | Giunti (Arezzo) |

|             |           |                    |
| Ciccolo 90’ | Marcatori | 34’ (aut.) Castano |

| Arbitro: | Pieroni (Roma) |

|            |           |                        |
| Santin 72’ | Marcatori | 66’ Jair 73’ Bonisegna |

| Arbitro: | Porcelli (Lodi) |

|                               |           |                     |
| Causio 8’ (rig.) Anastasi 66’ | Marcatori | 18’ (rig.) Maraschi |

| Arbitro: | Trono (Torino) |

|                                               |           |                   |
| Damiani 12’ Maraschi 24’ (rig.) Cinesinho 31’ | Marcatori | 45’ (rig.) Braida |

| Arbitro: | Motta (Monza) |

|             |           |  |
| Ciccolo 39’ | Marcatori |  |

| Firenze 10 gennaio 1971 13ª giornata | Fiorentina                    | 0 – 0 | Lanerossi Vicenza | Stadio Comunale\| Arbitro: \| Mascali (Desenzano del Garda) \| |
| Arbitro:                             | Mascali (Desenzano del Garda) |       |                   |                                                                |

| Arbitro: | Picasso (Chiavari) |

|             |           |  |
| Ciccolo 61’ | Marcatori |  |

| Arbitro: | Gussoni (Tradate) |

|             |           |                                   |
| Cristin 12’ | Marcatori | 39’ (rig.) Maraschi 61’ Turchetto |

#### Girone di ritorno
| Vicenza 31 gennaio 1971 16ª giornata | Lanerossi Vicenza | 0 – 0 | Bologna | Stadio Romeo Menti\| Arbitro: \| Lattanzi (Roma) \| |
| Arbitro:                             | Lattanzi (Roma)   |       |         |                                                     |

| Arbitro: | Motta (Monza) |

|             |           |                      |
| Bonfanti 7’ | Marcatori | 18’ (aut.) Cherubini |

| Vicenza 14 febbraio 1971 18ª giornata | Lanerossi Vicenza | 0 – 0 | Roma | Stadio Romeo Menti\| Arbitro: \| Branzoni (Pavia) \| |
| Arbitro:                              | Branzoni (Pavia)  |       |      |                                                      |

| Arbitro: | Lo Bello (Siracusa) |

|              |           |                               |
| Bui 35’, 52’ | Marcatori | 47’, 62’, 69’ (rig.) Maraschi |

| Vicenza 7 marzo 1971 20ª giornata | Lanerossi Vicenza | 0 – 0 | Verona | Stadio Romeo Menti\| Arbitro: \| Toselli (Cormons) \| |
| Arbitro:                          | Toselli (Cormons) |       |        |                                                       |

| Arbitro: | Gussoni (Tradate) |

|           |           |  |
| Umile 25’ | Marcatori |  |

| Arbitro: | Sbardella (Roma) |

|             |           |             |
| Ciccolo 11’ | Marcatori | 80’ Benetti |

| Arbitro: | Monti (Ancona) |

|            |           |               |
| Mancin 53’ | Marcatori | 85’ Cinesinho |

| Arbitro: | Trono (Torino) |

|                                 |           |                     |
| Corso 46’ Boninsegna 67’ (rig.) | Marcatori | 71’ (rig.) Maraschi |

| Arbitro: | Acernese (Roma) |

|               |           |               |
| Cinesinho 62’ | Marcatori | 10’ Marchetti |

| Varese 18 aprile 1971 26ª giornata | Varese         | 0 – 0 | Lanerossi Vicenza | Stadio Franco Ossola\| Arbitro: \| Monti (Ancona) \| |
| Arbitro:                           | Monti (Ancona) |       |                   |                                                      |

| Arbitro: | Barbaresco (Cormons) |

|              |           |             |
| Saltutti 71’ | Marcatori | 33’ Faloppa |

| Arbitro: | Lo Bello (Siracusa) |

|  |           |            |
|  | Marcatori | 41’ Vitali |

| Arbitro: | Carminati (Milano) |

|  |           |              |
|  | Marcatori | 4’ Cinesinho |

| Vicenza 23 maggio 1971 30ª giornata | Lanerossi Vicenza | 0 – 0 | Sampdoria | Stadio Romeo Menti\| Arbitro: \| Toselli (Cormons) \| |
| Arbitro:                            | Toselli (Cormons) |       |           |                                                       |

### Coppa Italia

#### Primo turno
| Arbitro: | Cantelli (Firenze) |

|  |           |              |
|  | Marcatori | 19’ Maraschi |

| Arbitro: | Bianchi (Firenze) |

|             |           |  |
| Zanetti 30’ | Marcatori |  |

| Arbitro: | Gussoni (Tradate) |

|              |           |                                 |
| Maraschi 38’ | Marcatori | 21’, 88’ G. Savoldi 53’ Vastola |

## Statistiche

### Statistiche di squadra
| Competizione | Punti | In casa | In casa | In casa | In casa | In casa | In casa | In trasferta | In trasferta | In trasferta | In trasferta | In trasferta | In trasferta | Totale | Totale | Totale | Totale | Totale | Totale | DR  |
| Competizione | Punti | G       | V       | N       | P       | Gf      | Gs      | G            | V            | N            | P            | Gf           | Gs           | G      | V      | N      | P      | Gf     | Gs     | DR  |
| ------------ | ----- | ------- | ------- | ------- | ------- | ------- | ------- | ------------ | ------------ | ------------ | ------------ | ------------ | ------------ | ------ | ------ | ------ | ------ | ------ | ------ | --- |
| Serie A      | 26    | 15      | 3       | 9       | 3       | 10      | 9       | 15           | 3            | 5            | 7            | 13           | 22           | 30     | 6      | 14     | 10     | 23     | 31     | -8  |
| Coppa Italia | 2     | 1       | 0       | 0       | 1       | 1       | 3       | 2            | 1            | 0            | 1            | 1            | 1            | 3      | 1      | 0      | 2      | 2      | 4      | -2  |
| Totale       |       | ..      | ..      | .       | .       | ..      | ..      | ..           | .            | ..           | .            | ..           | ..           | ..     | ..     | ..     | .      | ..     | ..     | +.. |

### Statistiche dei giocatori
| Giocatore    | Serie A  | Serie A | Coppa Italia | Coppa Italia | Totale   | Totale |
| Giocatore    | Presenze | Reti    | Presenze     | Reti         | Presenze | Reti   |
| ------------ | -------- | ------- | ------------ | ------------ | -------- | ------ |
| A. Bardin    | 22       | -16     | ?            | ?            | 22+      | -16+   |
| M. Calosi    | 25       | 0       | ?            | ?            | 25+      | 0+     |
| S. Carantini | 29       | 0       | ?            | ?            | 29+      | 0+     |
| E. Castano   | 5        | 0       | ?            | ?            | 5+       | 0+     |
| N. Ciccolo   | 25       | 4       | ?            | ?            | 25+      | 4+     |
| Cinesinho    | 30       | 5       | ?            | ?            | 30+      | 5+     |
| A. Cisco     | 6        | 0       | ?            | ?            | 6+       | 0+     |
| O. Damiani   | 27       | 1       | ?            | ?            | 27+      | 1+     |
| C. Facchin   | 3        | 0       | ?            | ?            | 3+       | 0+     |
| R. Faloppa   | 21       | 1       | ?            | ?            | 21+      | 1+     |
| D. Fontana   | 25       | 0       | ?            | ?            | 25+      | 0+     |
| M. Maraschi  | 28       | 8       | ?            | ?            | 28+      | 8+     |
| C. Meroni    | 1        | 0       | ?            | ?            | 1+       | 0+     |
| P. Pianta    | 9        | -15     | ?            | ?            | 9+       | -15+   |
| N. Santin    | 28       | 1       | ?            | ?            | 28+      | 1+     |
| N. Scala     | 30       | 0       | ?            | ?            | 30+      | 0+     |
| C. Turchetto | 10       | 1       | ?            | ?            | 10+      | 1+     |
| G. Volpato   | 30       | 0       | ?            | ?            | 30+      | 0+     |